# 25811 Richardteo
25811 Richardteo è un asteroide della fascia principale. Scoperto nel 2000, presenta un'orbita caratterizzata da un semiasse maggiore pari a 2,9312750 UA e da un'eccentricità di 0,0683585, inclinata di 1,66853° rispetto all'eclittica.